# Mese a halászról meg a kis halról

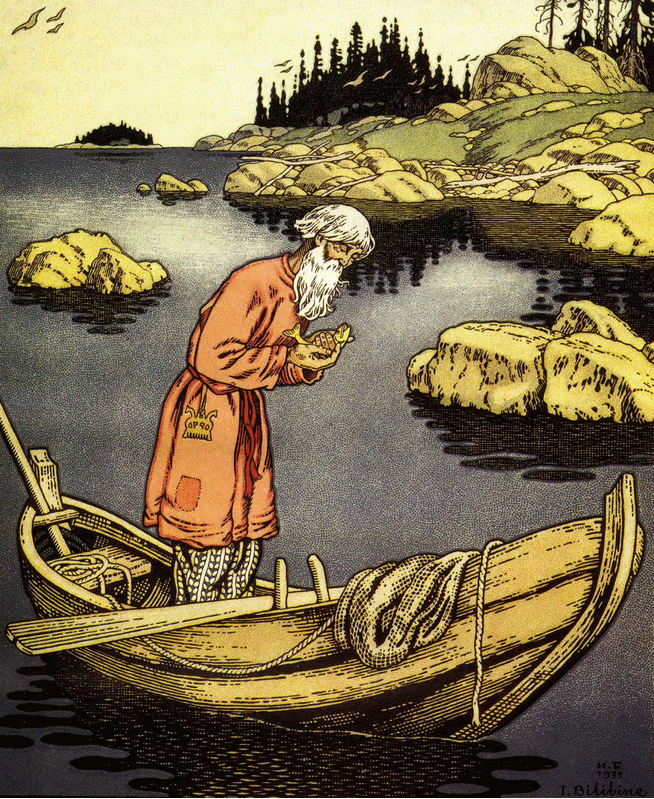
Ivan Jakovlevics Bilibin: Mese a halászról meg a kis halról

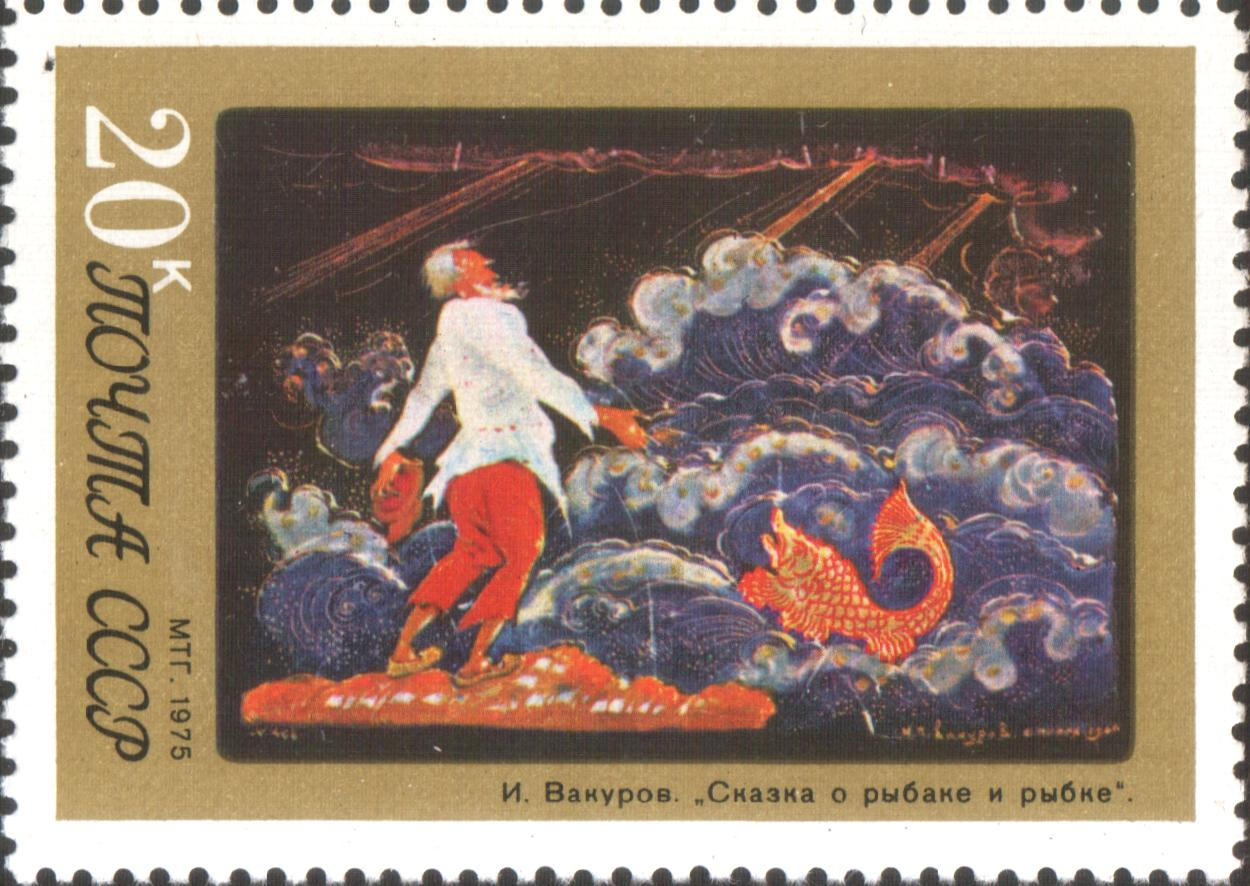
A mese szovjet bélyegen (1975)

A Mese a halászról meg a kis halról (oroszul: Сказка о рыбаке и рыбке, Szkazka o rybake i rybke) Alekszandr Puskin 1833-ban íródott verses tündérmeséje. 1833 őszén írta és a Bibliotyeka dlja cstyenyija (Библиотека для чтения) című újságban jelent meg 1835-ben. Magyarul először Vas István fordításában jelent meg a „Mese Szaltán cárról” című kötetben 1953-ban, melyet az Ifjúsági Könyvkiadó adott ki. A történet megegyezik egy Vlagyimir Propp orosz folklorista által összegyűjtött orosz népmesével és a Grimm testvérek „Az halászrúl s az ű feleségirűl” című meséjükkel.

## Történet
Egy halász és a felesége a tenger partján él kis kunyhójukban. Egy nap a halász kifog egy aranyhalat, amely megkéri, engedje el cserébe teljesíti kívánságait. Az öreg elengedi. Miután hazatér, a felesége ráparancsol, kérjen egy új teknőt. A halász megkéri, a hal pedig teljesíti. Eztán az asszony egy szép nagy házat kér, majd miután ez sem elég nemesi rangot kíván a haltól. Miután megkapja cárnő akar lenni, ezt is megkapja. Végül ő akar lenni a tengerek ura. Miután a halász elmeséli, az aranyhal visszaugrik a vízbe és minden visszaváltozik az eredeti helyzetbe.

## Feldolgozások
- Le Poisson doré "fantasztikus balett" 1866 koreográfia: Arthur Saint-Léon, zene: Ludwig Minkus
- Сказка о рыбаке и рыбке – 1937-ben készült szovjet animációs film  Alekszandr Ptusko rendezésében
- Сказка о рыбаке и рыбке – 1950-ben bemutatott szovjet animációs film, rendezte: Mihail Cehanovszkij
- About the Fisherman and the Goldfish – 2002-es orosz stop-motion film, rendezte: Natalija Dabizsa